# Aphis clydesmithi
Aphis clydesmithi är en insektsart som beskrevs av Stroyan 1970. Aphis clydesmithi ingår i släktet Aphis och familjen långrörsbladlöss. Inga underarter finns listade i Catalogue of Life.